# Упередження уваги
Упередження уваги — це тенденція сприйняття людини піддаватися впливу її повторюваних думок Наприклад, люди, які часто думають про те, у що вдягнуті, приділяють більше уваги і одягу інших.

## Рішення
Упередженню уваги завдячують існуванням декілька типів когнітивних упереджень.
Найбільш часто досліджуваним на наявність упередження уваги типом рішень є наступний: Існують дві умови (A та B), кожна з яких може виконуватись (P) або не виконуватись (N),, що дає чотири можливі варіанти подій: обидві умови виконуються (AP/BP), обидві не виконуються (AN/BN), виконується лише A (AP/BN), виконується лише B (AN/BP). Або в табличному виразі:
|                  | A виконується | A не виконується |
| ---------------- | ------------- | ---------------- |
| B виконується    | AP/BP         | AN/BP            |
| B не виконується | AP/BN         | AN/BN            |

У повсякденному житті, людина часто стикається з таким типом упередження уваги. Наприклад, релігійна людина питає себе «Чи Бог відповідає на молитви?» і більшість відповідає «так» і обґрунтовують це «я багато разів щось Його просив і Він мені це давав». Такі люди сприймають та надають надмірної ваги даним з варіанту «виконується/виконується» (клітинка верхня зліва), оскільки неупереджена людина навела б контраргументи і розглянула дані з клітинки «виконується/не виконується». У прикладі з релігійними питаннями, це можуть бути, наприклад, запитання «Чи Бог коли-небудь давав мені щось, чого я не просив?» або «Чи просив я Його про щось і не отримав?». Цей експеримент також підтримує загальний висновок Смедслунда, що людині властиво ігнорувати частину таблиці.
Упередження уваги також впливають на те, на якій інформації людина ймовірно зосередиться. Наприклад, пацієнти з тривожними розладами та хронічним болем демонстрували підвищену увагу до інформації, яка виражає їх проблеми (наприклад, вирази розлюченості або болю на обличчях відповідно) у дослідженнях з використанням парадигми реакції на точку. Більш того, упередження уваги на користь позитивних стимулів асоціюються з рядом позитивних наслідків, таких як зростання соціальної залученості, збільшення просоціальної поведінки, зменшення екстерналізаційних розладів (пов'язаних з відстороненням від спілкування) та зменшення емоційно відстороненої поведінки.
Науковці виділяють дві форми упередження уваги: особисте упередження (англ. within-subjects bias) — коли людина демонструє більше упередження на користь однієї інформації (напр., облич у гримасі болю) у порівнянні з іншою інформацією (напр., нейтральні обличчя), та міжособисте упередження (англ. between-subjects) — коли одна група учасників дослідження демонструє більше упередження ніж інша (напр., пацієнти з хронічним болем демонструють більше упередження на користь демонстрованих їм облич з гримасами болю ніж здорові учасники контрольної групи). Ці дві форми упередження ймовірно викликані різними механізмами, оскільки обидві не завжди присутні серед учасників однієї вибірки.
Іншим інструментом часто використовуваним для виміру упереджень уваги є парадигма Струпа.

## Неврологічне вираження
Упередження уваги, яке часто спостерігають у спостережному русі очей, вважається однією з причин (наркотичної) залежності. Курці більше затримують погляд на підказках (стимули), пов'язаних з палінням, у порівнянні з нейтральними. Крім того, науковці побачили підвищену активність у острівцевій корі, орбітофронтальній корі та мигдалеподібному тілі, коли курцям демонстрували підказки, пов'язані з палінням. Науковцями орбітофронтальна кора пов'язується з поведінкою з пошуку наркотичних речовин, а острівцева кора та мигдалеподібне тіло впливають на стан вегетативної нервової системи та емоційний стан людини
Дослідження також показують, що на початку паління цигарки нейронна активність знижується, фокусуючи увагу курця на запаленій цигарці. Тому коли у полі зору курця розташовані підказки, пов'язані з палінням, йому важче концентруватись на інших задачах. Це підтверджується активацією дорсальної передньої частини поясної звивини кори головного мозку, яка відповідає за фокусування уваги на важливих стимулах.

## Подальше читання
- Baron, Jonathan. (2000). Thinking and Deciding (3d edition). Cambridge University Press.
- Smith, N.K.; Chartrand, T.L.; Larsen, J.T.; Cacioppo, J.T.; Katafiasz, HA; Moran, KE (2006). Being bad isn't always good: Affective context moderates the attention bias towards negative information (PDF). Journal of Personality and Social Psychology. 90 (2): 210—220. doi:10.1037/0022-3514.90.2.210. PMID 16536647. Архів оригіналу (PDF) за 20 вересня 2009. Процитовано 23 червня 2015.